# PGC 409055
LEDA/PGC 409055 ist eine Galaxie im Sternbild Indianer am Südsternhimmel, die schätzungsweise 714 Millionen Lichtjahre von der Milchstraße entfernt ist. Gemeinsam mit IC 5027 bildet sie ein (optisches) Galaxienpaar.